# Színről színre
A Színről színre vagy Szemben önmagunkkal (eredeti cím: Ansikte mot ansikte) 1976-ban bemutatott svéd pszichológiai hangvételű filmdráma, melyet Ingmar Bergman írt és rendezett. A főbb szerepekben Liv Ullmann és Erland Josephson látható. A történet egy mentális zavarban szenvedő pszichiáterről szól. 
A filmet versenyen kívül bemutatták az 1976-os cannes-i filmfesztiválon is.

## Történet
|  | Alább a cselekmény részletei következnek! |

Dr. Jenny Isaksson (Liv Ullmann) egy pszichiáter, aki egy másik pszichiáterhez ment férjhez. Munkájukban mindketten sikeresnek számítanak, de Jenny egyre közelebb kerül egy gyötrelmes idegösszeroppanáshoz. Érzések és képek kezdik kísérteni a múltból, melyek olyannyira maga alá temetik, hogy már nem lesz képes feleség, orvos vagy akár saját maga lenni.

## Szereplők
| Szerep             | Színész            | Magyar hang      |
| ------------------ | ------------------ | ---------------- |
| Dr. Jenny Isaksson | Liv Ullmann        | Udvaros Dorottya |
| Dr. Tomas Jacobi   | Erland Josephson   | Helyey László    |
| Nagymama           | Aino Taube         | Temessy Hédi     |
| Nagyapa            | Gunnar Björnstrand | Szabó Imre       |
| Veronica nővér     | Kristina Adolphson |                  |
| Jenny anyja        | Marianne Aminoff   |                  |
| Mikael Strömberg   | Gösta Ekman Jr.    |                  |
| Anna               | Helene Friberg     |                  |
| Helmuth Wankel     | Ulf Johansson      |                  |
| Jenny férje        | Sven Lindberg      |                  |
| Jenny apja         | Jan Erik Lindqvist |                  |
| erőszaktevő        | Birger Malmsten    |                  |
| erőszaktevő        | Göran Stangertz    |                  |
| Elisabeth Wankel   | Sif Ruud           |                  |
| bolti eladó        | Lena Olin          |                  |
| Jenny apja         | Gösta Prüzelius    |                  |
| Mari               | Kari Sylwan        |                  |

## Jelentősebb díjak és jelölések
Oscar-díj (1977)
- jelölés: legjobb rendező – Ingmar Bergman
- jelölés: legjobb női főszereplő – Liv Ullmann

Golden Globe-díj (1977)
- díj: legjobb idegen nyelvű film – Lars-Owe Carlberg
- jelölés: legjobb női főszereplő (filmdráma) – Liv Ullmann

BAFTA-díj (1977)
- jelölés: legjobb női főszereplő – Liv Ullmann

## Fordítás
- Ez a szócikk részben vagy egészben  a   Face_to_Face (1976 film) című angol Wikipédia-szócikk fordításán alapul.  Az eredeti cikk szerkesztőit annak laptörténete sorolja fel. Ez a jelzés csupán a megfogalmazás eredetét és a szerzői jogokat jelzi, nem szolgál a cikkben szereplő információk forrásmegjelöléseként.